# Naturschutzgebiet Unteres Diemeltal

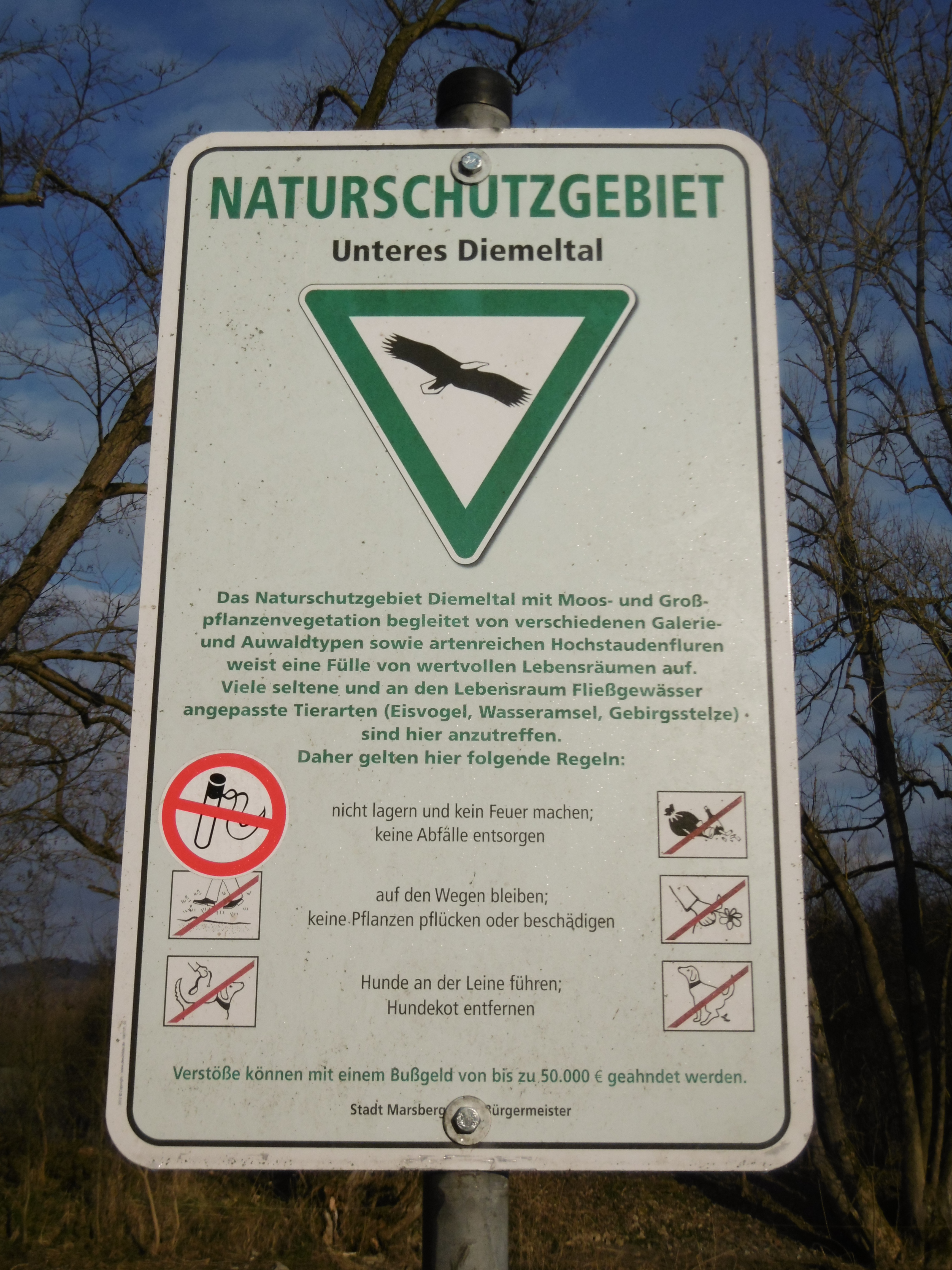
Schild vom Naturschutzgebiet Unteres Diemeltal

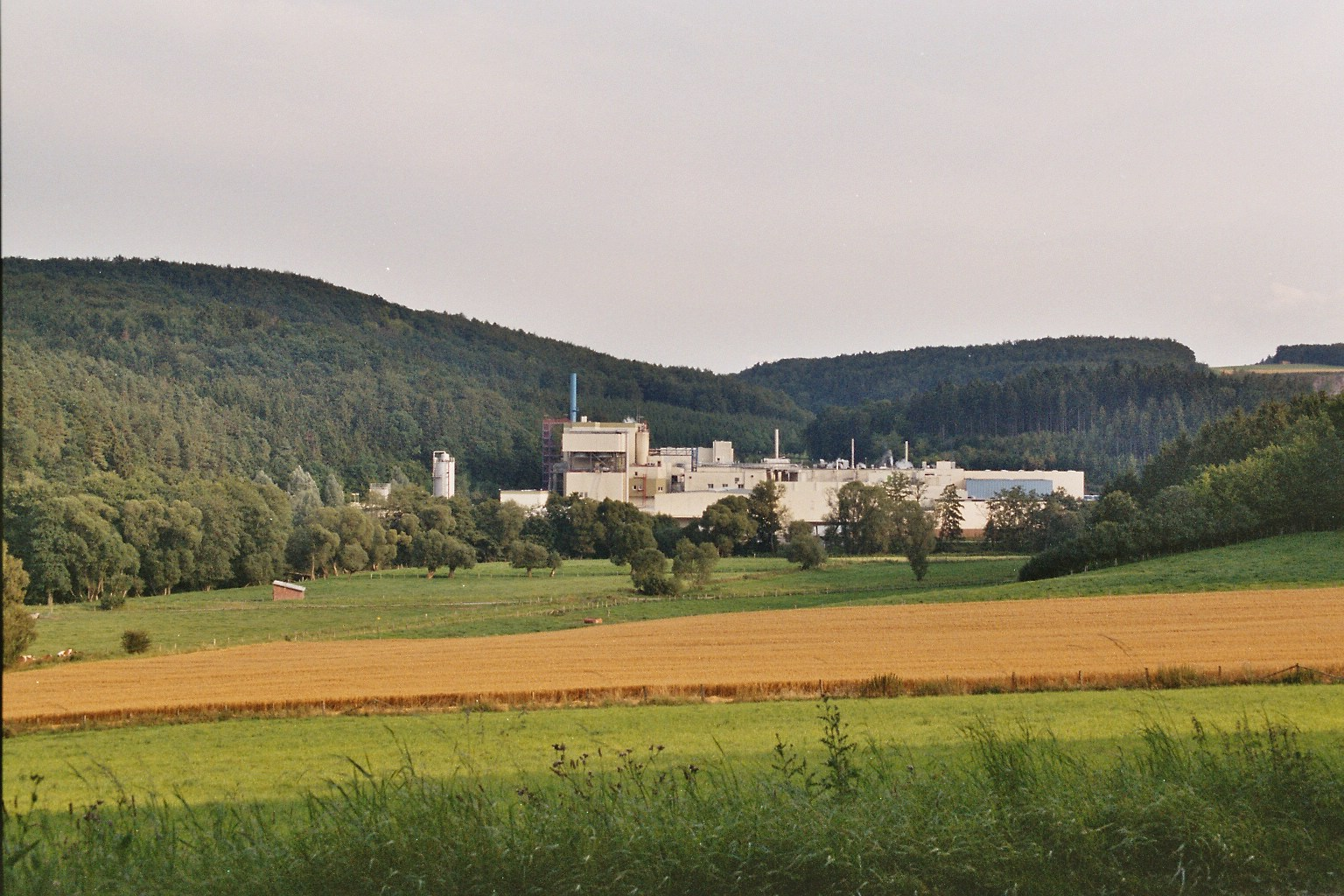
Naturschutzgebiet Unteres Diemeltal (Flussaue bis zur Wepa Papierfabrik)

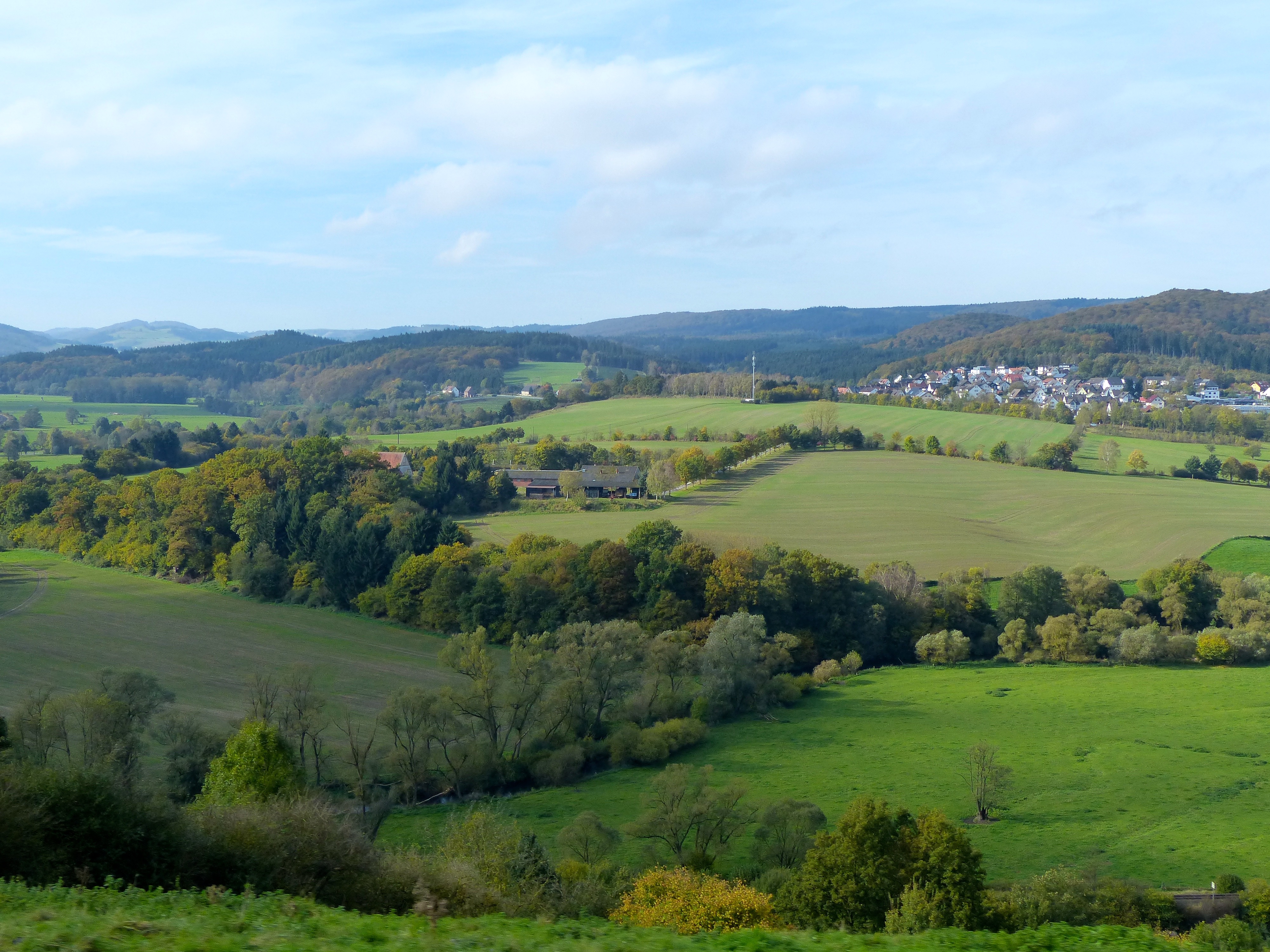
Naturschutzgebiet Unteres Diemeltal (Flussaue) westlich Marsberg

Das Naturschutzgebiet Unteres Diemeltal mit einer Größe von 164,57 ha liegt zwischen Bredelar und Marsberg im Stadtgebiet von Marsberg im Hochsauerlandkreis. Das Naturschutzgebiet (NSG) wurde 2008 mit dem Landschaftsplan Marsberg als NSG ausgewiesen. Das NSG stellt eine Teilfläche des Fauna-Flora-Habitat-Gebietes (FFH) Gewässersystem Diemel und Hoppecke (Natura 2000-Nr. DE-4617-302) im Europäischen Schutzgebietssystem nach Natura 2000 mit 588 ha Größe dar. Das NSG gehört seit 2023 zum Vogelschutzgebiet Diemel- und Hoppecketal mit angrenzenden Wäldern.

## Angrenzende Gebiete
Im Nordwesten grenzt das NSG bis Niedermarsberg an das Landschaftsschutzgebiet Bredelarer Kammer / Fürstenberger Wald. Nur für ein kurzes Stück schiebt sich das Landschaftsschutzgebiet Momecketal dazwischen. Dann folgt nach Osten das Landschaftsschutzgebiet Diemeltalflanken um Niedermarsberg. Dieses LSG endet im Osten bei der Diemel. Nun folgt die östliche Teilfläche Landschaftsschutzgebiet Schweinegründchen / Berghagen / Unter der Königsseite in Richtung Südwesten. Teilweise ist dieses Landschaftsschutzgebiet Schweinegründchen / Berghagen / Unter der Königsseite nur so breit wie der dortige Bahndamm der Obere Ruhrtalbahn. Nur durch diesen Bahndamm getrennt liegt im Osten das Naturschutzgebiet Hagen / Königsseite und im Südosten das Naturschutzgebiet Auf der Wiemecke. Das LSG Schweinegründchen / Berghagen / Unter der Königsseite weit nach Westen bis in den Bereich westlich der Diemeltalbrücke der K 65. Westlich schließt sich wieder das Landschaftsschutzgebiet Bredelarer Kammer / Fürstenberger Wald bis zum Gelände des Zweigwerks der Wepa Papierfabrik an. Nun grenzt nach Norden die westliche Teilfläche des Landschaftsschutzgebietes Schweinegründchen / Berghagen / Unter der Königsseite an. Es folgt wieder eine Teilfläche des Landschaftsschutzgebiet Bredelarer Kammer / Fürstenberger Wald. Im Hoppecketal grenzt das NSG westlich an das Naturschutzgebiet Lange Wiese an.

## Beschreibung
Beim NSG handelt es sich um Teilbereiche der Diemel und Hoppecke mit der Flussaue. Die Aue wird als Grünland genutzt. Das ganze NSG wird nur durch eine Straße, die K 5, durchschnitten.

## Pflanzenarten im NSG
Das Landesamt für Natur, Umwelt und Verbraucherschutz Nordrhein-Westfalen dokumentierte im Schutzgebiet Pflanzenarten wie Acker-Witwenblume, Aufrechter Igelkolben, Bachbunge, Beifuß, Bitteres Schaumkraut, Bittersüßer Nachtschatten, Blauer Eisenhut, Breitblättriger Rohrkolben, Brennender Hahnenfuß, Drüsiges Springkraut, Echte Kamille, Echte Nelkenwurz, Echter Baldrian, Echter Beinwell, Echtes Johanniskraut, Echtes Labkraut, Echtes Mädesüß, Flutender Schwaden, Flutender Wasserhahnenfuß, Gänseblümchen, Gefleckter Aronstab, Gegenblättriges Milzkraut, Gelbe Schwertlilie, Gewöhnliche Pestwurz, Gewöhnliche Vogelmiere, Gewöhnlicher Blutweiderich, Gewöhnlicher Froschlöffel, Gewöhnliches Ferkelkraut, Gras-Sternmiere, Gänsefingerkraut, Hain-Gilbweiderich, Hain-Sternmiere, Heide-Nelke, Herkulesstaude, Hopfen, Jakobs-Greiskraut, Japanischer Staudenknöterich, Kamm-Laichkraut, Kleinblütiges Weidenröschen, Kleines Springkraut, Kleines Habichtskraut, Kleines Mädesüß, Kohldistel, Kriechender Hahnenfuß, Kuckucks-Lichtnelke, Moschus-Malve, Rote Lichtnelke, Rundblättrige Glockenblume, Ruprechtskraut, Schmalblättriger Merk, Skabiosen-Flockenblume, Spitzwegerich, Spitzlappiger Frauenmantel, Sumpfdotterblume, Sumpf-Labkraut, Sumpf-Schachtelhalm, Sumpf-Storchschnabel, Sumpf-Vergissmeinnicht, Sumpf-Weidenröschen, Sumpf-Ziest, Ufer-Wolfstrapp, Wald-Engelwurz, Wald-Ziest, Waldmeister, Wasserminze, Weiße Seerose, Weißes Labkraut, Wiesen-Bocksbart, Wiesen-Bärenklau und Wiesen-Flockenblume.

## Schutzzweck des Naturschutzgebietes
Das NSG wurde ausgewiesen:
- Zur Erhaltung und Weiterentwicklung einer großflächig zusammenhängenden, landschaftlich bedeutenden Talaue mit den standortentsprechenden Lebensgemeinschaften des Auengrünlands;
- Zum Schutz und Optimierung von naturnahen Gewässern und Kleinstrukturen (Gehölze, Nass- und Trockenbiotope);
- Als Lebensraum gefährdeter Tier- und Pflanzenarten;
- Zur Sicherung der landeskundlich interessanten Relikte der Industrie- und Siedlungsgeschichte;
- Zur Erhaltung des großräumig prägenden Landschaftscharakters sowie der relativen Ungestörtheit des Flussabschnitts von bau- oder nutzungsbedingten Eingriffen in die landschaftliche Situation;
- Zur Sicherung der Kohärenz und Umsetzung des europäischen Schutzgebietssystems „Natura 2000“.